# Cosmos Redshift 7
Cosmos Redshift 7 (nota anche come COSMOS Redshift 7, Galaxy Cosmos Redshift 7, Galaxy CR7 o CR7) è una galassia del tipo Lyman-alpha emitter con elevato redshift (pertanto CR7 è una delle più vecchie e remote tra le galassie conosciute), posta in direzione della costellazione del Sestante alla distanza di 12,9 miliardi di anni luce dalla Terra (light travel time). La galassia contiene le cosiddette stelle di prima generazione (popolazione III), formatesi precocemente dopo il Big Bang durante un periodo detto epoca della reionizzazione (cui corrisponde un redshift, z, di ∼ 6−7), quando l'Universo aveva un'età di circa 800 milioni di anni. Le stelle formatesi daranno luogo in seguito alla sintesi di elementi chimici basilari, come ossigeno, azoto, carbonio, calcio e ferro, necessari poi alla formazione di pianeti e della vita come la conosciamo.

## Descrizione
La galassia Cosmos Redshift 7, secondo gli astronomi, contiene vecchie stelle di popolazione II (povere di metalli) e di popolazione III (estremamente povere di metalli), ed è tre volte più luminosa rispetto alle più brillanti galassie remote attualmente conosciute (redshift z > 6)

## Scoperta
Un gruppo di astronomi, guidati da David Sobral, hanno scoperto CR7 utilizzando il Very Large Telescope (VLT) dell'European Southern Observatory (ESO) con l'aiuto anche del telescopio Keck, del telescopio Subaru e del telescopio spaziale Hubble. Facevano parte del gruppo di ricercatori anche studiosi dell'Università della California di Riverside, dell'Università di Ginevra, dell'Università di Leida e dell'Università di Lisbona. Il nome di questa galassia è ispirato al calciatore portoghese Cristiano Ronaldo, che è conosciuto anche con il soprannome di CR7.

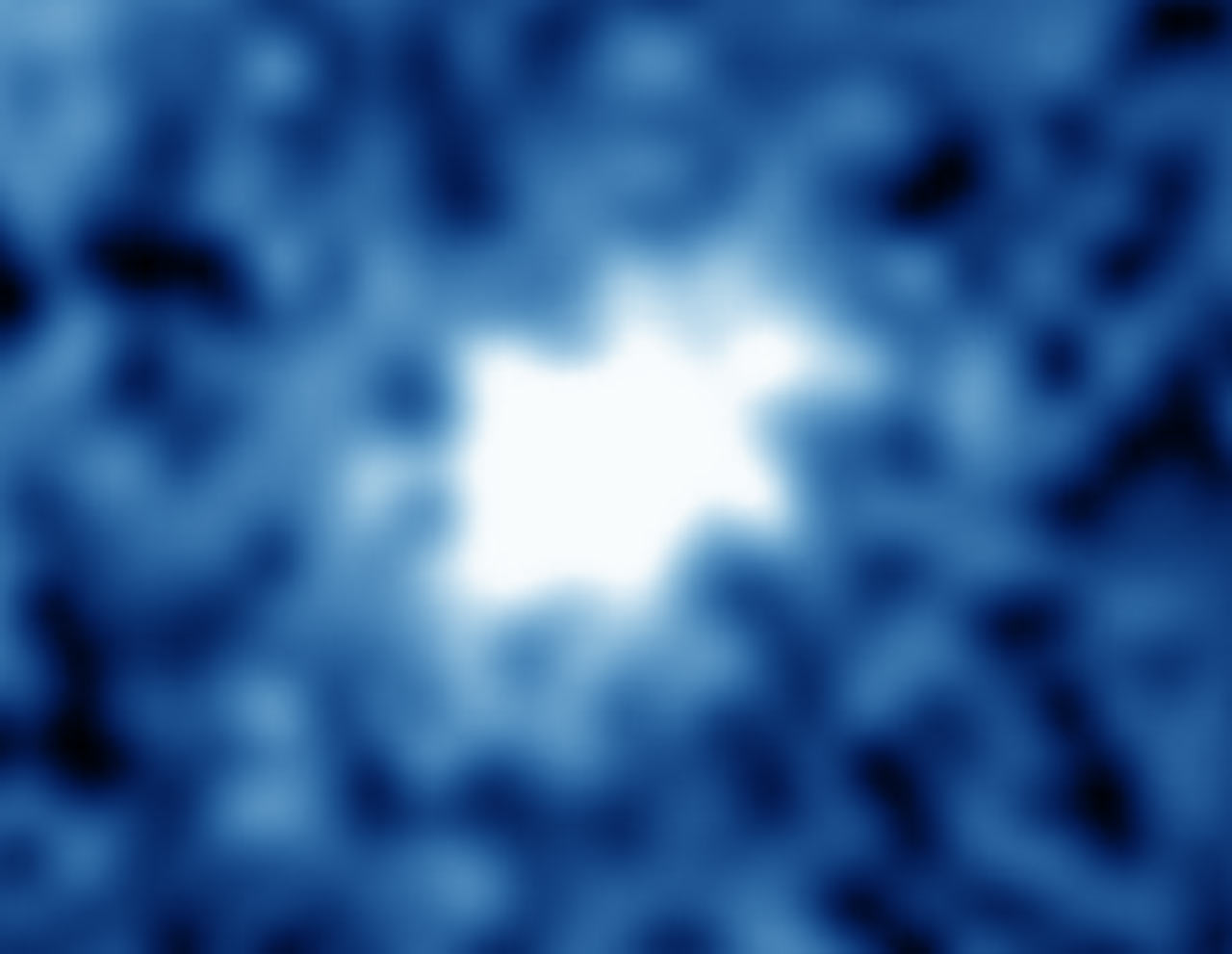
La galassia Cosmos Redshift 7 (CR7) dal Telescopio Subaru